# Alphabet of Love
Alphabet of Love è un singolo del cantautore italiano Immanuel Casto, pubblicato il 30 settembre 2016 come quarto estratto dal terzo album in studio The Pink Album.

## Video musicale
Il videoclip di Alphabet of Love è stato pubblicato in anteprima presso Pornhub il 28 settembre 2016, rendendo Casto il primo artista europeo a presentare un singolo in collaborazione con il popolare sito pornografico. Il video, successivamente pubblicato anche su YouTube, vede la partecipazione di Franco Trentalance, Maurizio Merluzzo, Sabrina Bambi, Valeria Casini e Stella di Plastica.

## Tracce
Testi di Immanuel Casto, musiche di Keen.
1. Alphabet of Love – 3:34
2. Who Is Afraid of Gender? – 3:52
3. Crash (English Version 2016) – 3:16
4. Beauty and the Priest – 4:03
5. Deepthroat Revolution (Spanish Version) – 3:43

## Formazione
- Immanuel Casto – voce
- Micaela Ester Perardi – voce aggiuntiva
- Keen – strumentazione, produzione
- Riccardo Ferrini – chitarra
- La Vergine d'Orecchie – cori
- Giampiero Ulacco – missaggio
- Alessandro Vanara – mastering